# Actinostemon imbricatus
Actinostemon imbricatus är en törelväxtart som beskrevs av Johannes Müller Argoviensis. Actinostemon imbricatus ingår i släktet Actinostemon och familjen törelväxter. Inga underarter finns listade i Catalogue of Life.